# Pterostylis stricta
Pterostylis stricta är en orkidéart som beskrevs av Stephen Chapman Clemesha och Bruce Gray. Pterostylis stricta ingår i släktet Pterostylis och familjen orkidéer. Inga underarter finns listade i Catalogue of Life.